# Thelcticopis maindroni
Thelcticopis maindroni là một loài nhện trong họ Sparassidae.
Loài này thuộc chi Thelcticopis. Thelcticopis maindroni được Eugène Simon miêu tả năm 1906.